# Brania heterocirra
Brania heterocirra är en ringmaskart som beskrevs av Rioja 1941. Brania heterocirra ingår i släktet Brania och familjen Syllidae. Inga underarter finns listade i Catalogue of Life.